# Майк Маккей
Майк Маккей (30 вересня 1964 , Мельбурн ) — австралійський веслувальник, дворазовий олімпійський чемпіон, чотириразовий чемпіон світу.

## Виступи на Олімпіадах
| Олімпіада      | Дисципліна | Місце |
| -------------- | ---------- | ----- |
| Сеул 1998      | вісімки    | 5     |
| Барселона 1992 | четвірки   | 1     |
| Атланта 1996   | четвірки   | 1     |
| Сідней 2000    | вісімки    | 2     |
| Афіни 2004     | вісімки    | 3     |

## Зовнішні посилання
- Майк Маккей — олімпійська статистика на сайті Sports-Reference.com (англ.) (архівна версія)
- Майк Маккей на сайті Міжнародної федерації веслувального спорту